# Oliver Parker
Oliver Parker, född 6 september 1960 i London, är en brittisk regissör.

## Filmografi (urval)
- 1995 – Othello (regi och manus)
- 1999 – En idealisk äkta man (regi, manus och roll)
- 2002 – Mister Ernest (regi och manus)
- 2007 – St. Trinian's (regi och produktion)
- 2009 – Dorian Gray (regi)
- 2009 – St. Trinian's II (regi och produktion)
- 2011 – Johnny English Reborn (regi)